# Hydroeciodes danastia
Hydroeciodes danastia là một loài bướm đêm trong họ Noctuidae.